# Hypocnemis striata
Hypocnemis striata là một loài chim trong họ Thamnophilidae.
Loài chim này được mô tả và được minh họa bởi nhà tự nhiên học người Đức Johann Baptist von Spix vào năm 1825 và được đặt tên nhị thức Thamnophilus striatus. The current genus Hypocnemis was introduced in 1847. Cho đến gần đây, nó được coi là phân loài của Hypocnemis cantator, nhưng dựa trên sự khác biệt về giọng hát và ở mức độ khác biệt nhỏ hơn trong bộ lông, giờ đây nó được coi là các loài riêng biệt.
Có 3 phân loài:
- H. s. implicata Zimmer, JT, 1932 – phía tây trung bộ Brazil
- H. s. striata (von Spix, 1825) – Trung bộ Brasil Amazon
- H. s. affinis Zimmer, JT, 1932 – Đông Trung bộ Brasil Amazon

Quần thể cực tây có khả năng đại diện cho một phân loài không được mô tả. Loài này được tìm thấy ở các cấp độ thấp hơn trong khu rừng ẩm ướt ở phía đông nam Amazon của Brazil.